# 26935 Vireday
26935 Vireday là một tiểu hành tinh vành đai chính với chu kỳ quỹ đạo là 1282.3430516 ngày (3.51 năm).
Nó được phát hiện ngày 15 tháng 3 năm 1997.